# Luburić polje
Luburić(a) polje je krško polje u Bosni i Hercegovini.
Nalazi se kod Sokoca, istočna Bosna. Za vremena austro-ugarske uprave nosilo je ime Bandino polje. Najdublji ponor u Luburić polju je Leava duboka 885 metara.
U Luburić polju nalaze se prapovijesni tumuli i nekropole sa stećcima koji su zaštićeni kao nacionalni spomenici BiH. Nacionalni spomenik čine: nekropola s tumulom i 51 stećkom na lokalitetu Ploče i nekropola s 83 stećka na lokalitetu Bare. Oba lokaliteta smještena su kod naselja Košutica.

## Vanjske poveznice
|  | Zajednički poslužitelj ima još gradiva o temi Luburić polje |